# Société nationale des antiquaires de France
Die Société nationale des antiquaires de France ist eine historische und archäologische gelehrte Gesellschaft in Frankreich. Im Jahr 1804 unter dem Namen Académie celtique gegründet, widmet sie sich seit ihrer Umbenennung im Jahr 1814 der Erforschung eines breiten Spektrums kultureller Erscheinungen keltischer Zeit, der griechischen und römischen Antike und des Mittelalters, vor allem Galliens und Frankreichs. Sie hat ihren Sitz im Pavillon Mollien des Louvre.

## Hintergrund und Geschichte
Am 30. März 1804 gründeten drei Enthusiasten die Académie celtique: der bretonische Schriftsteller Jacques Cambry (1749–1807), der Archäologe und Historiker Jacques-Antoine Dulaure (1755–1835) sowie Jacques Le Brigant (1720–1804), Mitglied des Parlement de Bretagne und einer der früh von der Keltomanie erfassten Europäer. Die Zeit stand unter dem Einfluss der ab 1760 veröffentlichten Gesänge des Ossian, die man für ein authentisches Epos keltischer Zeit hielt, wiedergewonnen angeblich aus den gälischen Gesängen der schottischen Highlands. Die „Entdeckung“ des Ossian wurde europaweit gefeiert und löste eine Welle der Keltenbegeisterung aus, der unter anderem auch Johann Wolfgang von Goethe und Napoleon Bonaparte erlagen. Im Jahr der Gründung der Académie celtique brachte Jean-François Lesueur seine Oper Ossian ou Les Bardes auf die Bühne, die überaus erfolgreich war und dem Komponisten das Ritterkreuz der Ehrenlegion auf Betreiben Napoleons einbrachte.
Unter dem Vorsitz des französischen Schriftstellers Joseph Lavallée (1747–1816) fanden die ersten Sitzungen statt, am 22. Februar 1805 übernahm Jacques Cambry die Leitung der Académie, deren Treffen nun im Louvre abgehalten wurden. Erste Mitteilungen wurden zu keltischen Denkmälern, der keltischen Sprache und über Druiden, aber auch über Megalithanlagen und den keltischen Gott Cernunnos veröffentlicht. Der erste Band dieser Mémoires wurde Joséphine de Beauharnais, als Ehefrau Napoleons Kaiserin der Franzosen, gewidmet.
Da die Académie celtique die von ihr betriebenen und geförderten Forschungen ausdehnen und nicht weiterhin auf das keltische Element des französischen Erbes beschränken wollte, änderte sie ihr Statuten und nannte sich 1813 in Société des antiquaires de France um – Namenspatin war die altehrwürdige und hoch angesehene Society of Antiquaries of London. Forschungsgebiet war nun die Geschichte und Kultur Frankreichs bis ins 16. Jahrhundert. Seit 1852 ist die Société eine beim Comité des travaux historiques et scientifiques eingetragene gelehrte Gesellschaft.

## Forschungen und Publikationen
Im Jahr 1829 erhielt die Société von Charles X. den Auftrag, Forschungen zu den Sprachen, der Geographie, Chronologie und Geschichte, zur Literatur, Kunst und den Altertümern der Kelten, der Griechen und Römer sowie des Mittelalters mit einem Schwerpunkt auf Gallien und der französischen Nation bis einschließlich des 16. Jahrhunderts zu betreiben. Die Société veröffentlicht jährlich ein Bulletin, zudem die Memoires und ein jährlich aktualisiertes Mitgliederverzeichnis, das auch Lebensläufe verstorbener Mitglieder enthält. Mitglieder der Gesellschaft treffen sich wöchentlich im Pavillon Mollien des Louvre.

## Struktur und Mitglieder
Die Société nationale des antiquaires de France wird von einem Präsidenten und zwei Vizepräsidenten geleitet, die jährlich gewählt werden und deren Amtszeit vom 1. Januar bis zum 31. Dezember dauert. Ihnen sind zwei Sekretäre beigeordnet, die ebenfalls auf ein Jahr bestimmt werden. Darüber hinaus gehören ein Schatzmeister, ein Bibliothekar für die umfangreichen Buchbestände und ein Archivar sowie ein Sekretär für die Veröffentlichungen zum Leitungsgremium der Société.
Die Mitglieder setzen sich aus zehn Ehrenmitgliedern, zehn auswärtigen und 45 ordentlichen Mitgliedern zusammen. Hinzu kommen etwa 350 korrespondierende Mitglieder des In- und Auslandes.
Zu ausländischen Mitgliedern aus dem deutschsprachigen Raum zählten unter anderem der Gelehrte und Bildungsreformer Wilhelm von Humboldt (1767–1835), der Schweizer Altertumsforscher und Begründer der Schweizer urgeschichtlichen Forschung Ferdinand Keller (1800–1881), der deutsche Althistoriker und Epigraphiker Otto Hirschfeld (1843–1922) sowie Karl Ferdinand Werner (1924–2008), Historiker und Direktor des Deutschen Historischen Instituts Paris.